# Georg Joseph Vogler
Georg Joseph Vogler, zwany Abbé Vogler lub Abt Vogler (ur. 15 czerwca 1749 w Pleichach, zm. 6 maja 1814 w Darmstadcie) – niemiecki kompozytor, pianista, organista, pedagog i teoretyk muzyki.

## Życiorys
Syn skrzypka i wytwórcy instrumentów. Ukończył studia teologiczne i prawnicze na uniwersytetach w Würzburgu i Bambergu. W 1771 roku został kapelanem na dworze elektora Karola Teodora w Mannheimie. W latach 1773–1775 odbył podróż po Włoszech, kontynuując studia u Giovanniego Battisty Martiniego w Bolonii i Francesco Antonio Vallottiego w Padwie. W Rzymie przyjął święcenia kapłańskie, zaś z rąk papieża Piusa VI otrzymał Order Złotej Ostrogi i tytuł protonotariusza apostolskiego. Po powrocie do Mannheimu w 1776 roku założył Mannheimer Tonschule, prototyp późniejszych uczelni muzycznych. W następnych latach odwiedził Paryż (1780) i Londyn (1783). W latach 1784–1786 pełnił funkcję kapelmistrza na dworze elektorskim w Monachium.
Między 1786 a 1799 rokiem przebywał w Szwecji, gdzie piastował stanowisko kapelmistrza i wychowawcy następcy tronu na dworze królewskim. Założył szkołę muzyczną, organizował koncerty, prowadził wykłady i publikował prace w języku szwedzkim. W latach 1792–1793 odbył tournée koncertowe, odwiedzając m.in. Rosję, Holandię, Portugalię, Grecję, Afrykę Północną i Bliski Wschód. W latach 1799–1800 przebywał w Kopenhadze, następnie 1800–1804 wygłaszał wykłady w Berlinie, Pradze i Wiedniu. W 1805 roku wrócił do Monachium. W 1807 roku otrzymał posadę kapelmistrza i członka rady kościelnej na dworze w Darmstadcie, stolicy Wielkiego Księstwa Hesji, gdzie od jej władcy Ludwika I otrzymał Krzyż Komandorski I Klasy Orderu Ludwika.
Był honorowym członkiem akademii w Monachium, Paryżu i Livorno oraz Accademia dell’Arcadia w Rzymie. Do jego uczniów należeli Carl Maria von Weber, Giacomo Meyerbeer, Johann Gänsbacher, Peter Ritter, Franz Danzi, Joseph Martin Kraus i Peter von Winter.

## Ważniejsze kompozycje
(na podstawie materiałów źródłowych)

### Utwory sceniczne
- singspiel Der Kaufmann von Smyrna, libretto Christian Friedrich Schwan (wyst. Mannheim 1771, wersja zrewid. wyst. Mannheim 1778)
- singspiel Erwin und Elmire, libretto Johann Wolfgang von Goethe (wyst. Darmstadt 1781)
- singspiel Der Koppengeist auf Reisen, oder Rübezahl, libretto August von Kotzebue (wyst. Wrocław 1802)
- singspiel Epimenides (1806)
- singspiel Der Admiral, wersja zrewid. pt. Der gewonnene Prozess (wyst. Darmstadt 1811)
- melodramat Lampedo, libretto Christian Friedrich Lichtenberg (wyst. Darmstadt 1779)
- pastorale Eglé (ok. 1782)
- opera komiczna La Karmesse, ou La Foire flamande, libretto Joseph Patrat (wyst. Paryż 1783)
- tragedia liryczna Castore e Polluce, libretto Carlo Innocenzo Frugoni (wyst. Monachium 1787, wersja zrewid. wyst. Monachium 1806)
- dramat liryczny Gustav Adolf och Ebba Brahe, libretto Johann Henrik Kellgren (wyst. Sztokholm 1788)
- opera heroikomiczna Samori, libretto Franz Xaver Huber (wyst. Wiedeń 1804, wersja zrewid. wyst. Darmstadt 1811)
- muzyka do tragedii Athalia Jeana Racine’a (wyst. Darmstadt 1816)
- balety

### Muzyka wokalno-instrumentalna
- msze
- requiem
- magnifikaty
- Te Deum
- kantata Die Auferstehung Jesu
- psalmy
- hymny
- pieśni
- utwory chóralne

### Muzyka instrumentalna
- sinfonie
- uwertury
- koncerty fortepianowe
- koncerty na 2 klawesyny
- kwartety i tria fortepianowe
- wariacje i sonaty na fortepian i skrzypce
- utwory na instrumenty klawiszowe
- preludia na organy lub fortepian
- sonaty na 2 fortepiany

## Twórczość
Twórczość Voglera pozostała w większości w rękopisach. Jego kompozycje instrumentalne popadły w zapomnienie, większym zainteresowaniem cieszyły się jedynie jego dzieła sceniczne, wypływające z tradycji opery francuskiej i włoskiej oraz singspielu. Był rzecznikiem pełnego wykorzystania możliwości kolorystycznych instrumentów muzycznych, w tym gry w niskich rejestrach. Prowadził ożywioną działalność jako pedagog i teoretyk, choć jego pisma wzbudzały żywe kontrowersje. Wysoko cenił twórczość Palestriny, przyczyniając się do wydobycia jego muzyki z zapomnienia.
Ceniony wysoko jako organista-wirtuoz i improwizator. Chciał wyprowadzić organy jako instrument koncertowy z kościoła. Podczas swoich podróży koncertowych wykorzystywał zbudowany według jego instrukcji przenośny instrument zwany orchestrion. Pracował nad tzw. systemem symplifikacji, wedle reguł którego zamierzał zbudować instrument nazywany „orkiestrą z klawiaturą”, mający zastąpić orkiestrę symfoniczną. Jego budowa okazała się jednak zbyt skomplikowana dla organmistrzów.
Wydał prace Tonwissenschaft und Tonsetzkunst (Mannheim 1776), Stimmbildungskunst (Mannheim 1776), Kurpfälzische Tonschule (Mannheim 1778), Betrachtungen der Mannheimer Tonschule w 3 tomach (Mannheim 1778–1781), Entwurf eines neuen Worterbuchs für die Tonschule (Frankfurt 1780), Essai propre à diriger le goût de ceux qui ne sont pas musiciens (Paryż 1782), Verbesserung der Forkel’schen Veriinderungen über das englische Volkslied God Save the King (Frankfurt 1793), Erste musikalische Preisausteilung für das Jahr 1791 nebst 40 Kupfertafeln (Frankfurt 1794), Inledning til harmoniens kännedom (Sztokholm 1794), Clavér-schola med 44 graverade tabeller (Sztokholm 1798), Organist-schola med 8 graverade tabeller (Sztokholm 1798–1799), Lection til choral eleven (Sztokholm 1799–1800), Choral-System (Kopenhaga 1800), Data zur Akustik (Lipsk 1801), Handbuch zur Harmonielehre und für den Generalbass (Praga 1802), Zergliederung der 32 Orgelpräludien (Monachium 1806), Uber die harmonische Akustik (Offenbach 1807), Zergliederung der musikalischen Bearbeitung der Busspsalmen (Monachium, 1807), Grundliche Anleitung zum Clavirstimmen (Stuttgart 1807), Utile dulci: Belehrende musikalische Herausgaben (Monachium 1808), Uber Sprach- und Gesangsautomaten (Frankfurt 1810), System für den Fugenbau (Offenbach ok. 1818), Uber Choral- und Kirchengesange (Monachium 1813).